# Dekanat Świdnik
Dekanat Świdnik – jeden z 28 dekanatów w rzymskokatolickiej archidiecezji lubelskiej.

## Parafie
W skład dekanatu wchodzi 7 parafii:
- parafia MB Częstochowskiej – Kazimierzówka
- parafia św. Wita – Mełgiew
- parafia Chrystusa Odkupiciela – Świdnik
- parafia NMP Matki Kościoła – Świdnik
- parafia św. Józefa – Świdnik
- parafia św. Kingi – Świdnik
- parafia Miłosierdzia Bożego – Wierzchowiska

## Sąsiednie dekanaty
Lublin – Podmiejski, Lublin – Południe, Lublin – Wschód, Łęczna, Piaski